# داء المرتفعات

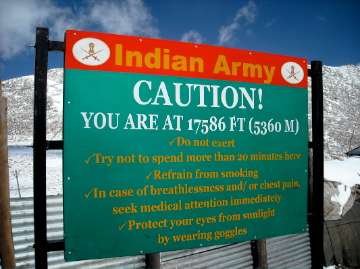
تحذير من دوار المرتفعات - الجيش الهندي

داء المرتفعات، والمعروف أيضا باسم مرض الجبال الحاد ، hypobaropathy، أو soroche، هو التأثير المرضي للعلو الشاهق على البشر، والناجم عن التعرض الحاد للضغط الجزئي المنخفض للأوكسجين على علوٍّ شاهق. ويحدث ذلك عادة فوق 2400 متر (8000 قدما).
ويظهر هذا الداء على شكل مجموعة غير محددة من الأعراض، التي تحدث على علو شاهق أو من جراء ضغط جوي منخفض، ويشبه حالات 'الإنفلونزا، والتسمم بأول أكسيد الكربون والإسراف في تعاطي الكحوليات. ويعد تحديد المجموعات المعرضة للإصابة بداء المرتفعات أمرا صعبا، ولاسيما في غياب عوامل محددة تتسبب في قابلية التأثر بالمرض. ومع ذلك، يمكن لمعظم الناس الصعود إلى 2500 متر (8000 قدم) بشكل طبيعي.
مرض الجبال الحاد يمكن أن يتفاقم إلى وذمة رئوية الارتفاع العالي (HAPE) أو وذمة دماغيه الارتفاع العالي (HACE)، والتي يحتمل أن تكون قاتلة.
داء المرتفعات المزمن، يعرف أيضا باسم مرض مونجي، وهو مرض مختلف يحدث فقط بعد التعرض لفترة طويلة جدا لعلو شاهق.

## الأسباب
أسباب داء المرتفعات ليست مفهومة تماما. تظل نسبة الأوكسجين في الهواء وهى 21 ٪، ثابتة حتى ارتفاع 7000 قدم (2100 أمتار). ويبقى متوسط سرعات النيتروجين والأكسجين ثنائي الذرة متقاربا جدا، وبالتالي لا يحدث تغيير يحدث في نسبة الأكسجين للنيتروجين. ومع ذلك، فإن ضغط الهواء، أي عدد جزيئات كل من الأوكسجين والنيتروجين في حجم معين، يتراجع مع زيادة الارتفاع. وبالتالي، فإن القدر المتاح من الأوكسجين للحفاظ على اليقظة الجسدية والعقلية يقل على ارتفاعات تزيد على 10.000 قدم. وعلى الرغم من أن ارتفاع المقصورة في الطائرات الحديثة للركاب يظل أقل من 8000 قدم (2400 متر)، يتعرض بعض المسافرين في رحلات طويلة المدى لأعراض داء المرتفعات.
وربما يساهم مرض الجفاف، من جراء ارتفاع نسبة بخار المياه المفقودة من الرئتين على ارتفاعات عالية، في ظهور أعراض داءالمرتفعات.
ومن العوامل التي تساهم في ظهور أعراض داء المرتفعات وتفاقمها معدل الصعود والارتفاع المحققة، ومقدار النشاط البدني على علو مرتفع، فضلا عن قابلية الشخص للإصابة بالمرض.
ويظهر داء المرتفعات عادة بعد الصعود السريع، ويمكن الوقاية منه بالصعود البطيء. وفي معظم هذه الحالات، تكون الأعراض مؤقتة وعادة ما تهدأ عند التأقلم مع الارتفاع. ومع ذلك، في الحالات الحرجة يمكن أن يكون داء المرتفعات قاتلا.
وتعود جذور كلمة "soroche" إلى أمريكا الجنوبية، وتعني أصلا «معدن نفيس»، وذلك بسبب معتقد قديم، وغير صحيح، عن الإصابة بالمرض من جرّاء انبعاث غازات سامة من معادن نفسية في جبال الأنديز. [وصلة مكسورة]

## العلامات والأعراض
يبدي البشر حساسيات مختلفة إزاء داء المرتفعات؛ بالنسبة لبعض الأصحاء على نحو خاص، يمكن ن يبدأ مرض الجبال الحاد في الظهور عند حوالي 2000 متر (6500 قدما) فوق مستوى سطح البحر حيث تقع العديد من منتجعات التزلّج على الجليد في الجبال، أي ما يعادل ضغط 80 باسكال. ويعد مرض الجبال الحاد أكثر الأنواع شيوعا من داء المرتفعات التي حدث إصابات بها. وغالبا ما تظهر الأعراض نفسها بعد 6-10 ساعات من الصعود وتهدأ عموما خلال يوم أو اثنين، لكنهم في بعض الأحيان تتفاقم إلى حالات أكثر خطورة. وتشمل الأعراض الصداع، والتعب، وآلام المعدة، والدوار، واضطرابات النوم. ويزيد المجهود من حدة الأعراض.
ويرتكز نظام تقييم بحيرة لويز لتشخيص مرض الجبال الحاد على استبيان يقوم الشخص باستيفائه بنفسه فضلا عن فحص سريري سريع.
يعتبر الصداع، بأنواعه المختلفة، عرضا أوليا يستخدم لتشخيص داء المرتفعات، على الرغم من كونه أيضا عرضا للجفاف. وقد يشير الصداع الذي يحدث على ارتفاع 2400 متر (8000 قدم = 76 كيلو باسكال)، جنبا إلى جنب مع واحد أو أكثر من الأعراض التالية، إلى الإصابة بداء المرتفعات:
- فقدان الشهية، والغثيان أو القيء
- التعب أو الضعف
- الدوخة أو الدوار الخفيف
- الأرق
- الإحساس بِغوخز مماثل للدبابيس والمسامير
- ضيق في التنفس عند الإجهاد
- نزيف الأنف
- استمرار النبض السريع
- النعاس
- التوعك العام
- وذمة طرفية (تورم اليدين والقدمين، والوجه).
- الإسهال
- الإحساس بالحر والحرارة

### الأعراض الحادة
وتشمل الأعراض التي قد تشير إلى إصابة تهدد الحياة بداء المرتفعات ما يلي:
- وذمة رئوية (السوائل في الرئتين):
  - أعراض مشابهة لالتهاب الشعب الهوائية
  - السعال الجاف المتواصل
  - الحمى
  - ضيق في التنفس حتى في أثناء الراحة
- وذمة دماغية (تورم في الدماغ):
  - صداع لا يستجيب للمسكنات
  - فقدان الاتزان خلال السير
  - فقدان الوعي التدريجي
  - زيادة الغثيان
- نزيف في شبكية العين

وتظهر أكثر الأعراض خطورة لداء المرتفعات من جراء وذمة (تراكم السوائل في أنسجة الجسم). ويمكن أن يصاب أي إنسان على ارتفاع شاهق جدا بوذمة رئوية للارتفاعات العالية أو وذمة دماغية عالية للارتفاعات العالية. وعلى الرغم أنه لم يتم الثبت على نحو علمي من السب الفسيولوجي للإصابة بالوذمة في المرتفعات، إلا أنه يعتقد حاليا أن الإصابة بالوذمة الدماغية للارتفعات العالية تحدث بسبب توسع الأوعية الدموية الداخلية في الدماغ إثر نقص الأكسجة، مما يؤدي إلى تدفق المزيد من الدم، وبالتالي تفاقم الضغط الشعري. ومن ناحية أخرى، قد يعود سبب الإصابة بالوذمة الرئوية للارتفاعات العالية بصفة عامة إلى إلى ضيق الأوعية في الدوران الرئوي (استجابة طبيعية لتباين إشباع التنفس في مناطق مختلفة) الذي قد يؤدي أيضا، في ظل جهد القلب الثابت أو الزائد، إلى زيادة الضغط الشعري. وبالنسبة لأولئك الذين يعانون الوذمة الدماغية على ارتفاعات عالية، فإن تعاطي دواء ديكساميثازون (دواء لعلاج الالتهابات) قد يقلل مؤقتا من حدة الأعراض، بما يتيح لهم الهبوط وهو يحتفظون بقوتهم.
وتصيب الوذمة الرئوية على ارتفاعات عالية حوالي 2 ٪ من الذين يتكيفون مع ارتفاع تصل إلى نحو 3000 متر (10000 قدم = 70 كيلو باسكال) أو أكثر. ويمكن أن تتفاقم بسرعة وتكون في أغلب الأحيان قاتلة. وتشمل الأعراض التعب، وضيق التنفس الحاد في وقت الراحة، والسعال الذي يبدأ جافا ثم يتفاقم ليفرز بلغما ورديا ومزبدا. ويخفف الهبوط إلى ارتفاعات أقل أعراض الإصابة بالوذمة الرئوية على ارتفاعات عالية.
وتشكل الإصابة بالوذمة الدماغية عالية الارتفاع خطرا على الحياة ويمكن أن تؤدي إلى الغيبوبة أو الوفاة. ويصيب المرض حوالي 1 ٪ من الذين يتكيفون مع ارتفاعات تتجاوز 2700 متر (9000 قدم = 73 كيلو باسكال). وتشمل الأعراض الصداع، والتعب، وضعف البصر، وخلل في وظائف المثانة والأمعاء، وفقد الاتزان، والإصابة بالشلل في جانب واحد من الجسم، والارتباك. وقد ينقذ الهبوط إلى ارتفاعات أقل المصابين بالمرض.

## الوقاية
يعد الصعود ببطء أفضل الطرق لتجنب الإصابة بداءالمرتفعات. ومن العوامل التي تقلل حدة الأعراض، تجنب النشاط البدني المكثف مثل التزلج، والمشى، وما إلى ذلك، خلال أول 24 ساعة من التواجد على علو شاهق، وكذلك يعتبر تجنب تعاطي الكحوليات خلال الفترة الزمنية المذكورة وعلى ذات الارتفاع الشاهق الاختيار الأمثل، لأن الكحول يميل إلى التسبب في الجفاف الذي يفاقم داء المرتفعات.

### التأقلم على الارتفاع
يستلزم تجنب داء المرتفعات التأقلم على الارتفاع هو عملية التكيف مع انخفاض مستويات الأوكسجين في المرتفعات. يطبّق معظم المتسلقين والرحالة أسلوب «تسلق لأعلى، والنوم على ارتفاع منخفض» وذلك عند الارتفاعات التي تتجاوز تقريبا 3000 متر (10000 قدم == 70 كيلو باسكال). أما بالنسبة للمتسلقين على ارتفاعات عالية، فإن النظام النموذجي للتأقلم يكون بالبقاء بضعة أيام في مخيم عند قاعدة المرتفع، ثم الصعود ببطء إلى مخيم على ارتفاعات أعلى، فالعودة إلى معسكر القاعدة. ويكون التسلق التالي إلى مخيم أكثر ارتفاعا ثم المبيت هناك ليلة. وتتكرر هذه العملية عدة مرات، وفي كل مرة يتم تمديد الوقت الذي يقضيه المتسلق على ارتفاعات أعلى بما يمكن الجسم من ضبط مستوى الأوكسجين هناك، وهي عملية تنطوي على إنتاج خلايا دم حمراء إضافية . وبمجرد تأقلم المتسلّق إلى ارتفاع معين، يتم تكرار العملية مع مخيمات نصبت على ارتفاعات أعلى. وتقضي القاعدة العامة بعدم الصعود أكثر من 300 متر (1000 قدم) في اليوم الواحد حتى النوم. ويعني هذا أنه يمكن للمرء أن يصعد من ارتفاع 3,000 (10,000 قدم = 70 كيلو باسكال) إلى 4,500 متر (15,000 قدم = 58 كيلو باسكال) في يوم واحد، ولكن ينبغي للمتسلّق أن يهبط إلى ارتفاع 3300 متر (11000 قدم == 67.5 كيلو باسكال) للنوم. ولا يمكن الإسراع بإيقاع هذه العملية في ظروف آمنة، وهذا هو السبب في أن المتسلقين بحاجة لقضاء أيام (أو حتى أسابيع في بعض الأحيان) للتأقلم قبل محاولة تسلق قمة عالية. ويمكن أن تستخدم أجهزة محاكاة للارتفاعات، تنتج هواء يحتوي على كميات أقل من الأوكسجين للتدريب على التأقلم مع الارتفعات الشاهقة، بما يساعد على تقليل الوقت المطلوب للتأقلم أثناء عمليات تسلق الجبال. .
إن التأقلم على الارتفاع أمر ضروري بالنسبة لبعض الناس الذين ينتقلون بسرعة من المناطق الأقل ارتفاعا إلى ارتفاعات متوسّطة، على سبيل المثال عند الانتقال خلال ساعات قليلة باستخدام الطائرات ووسائل النقل البري، من مستوى سطح البحر إلى ارتفاع 8000 قدم (2400 متر) حيث تقع العديد من المنجعات الجبلية الأمريكية في كولورادو، العديد من المنتجعات الجبلية بالولايات المتحدة الأمريكية. ويساعد التوقف على ارتفاع متوسط خلال الليل على الحد من أو القضاء على الإصابة المتكررة بداء المرتفعات.

### العلاج الطبى
وقد يساعد دواء الأسيتازولاميد لعلاج الجلوكوما والصرع بعض الناس في الصعود السريع والنوم على ارتفاع يتجاوز 2750 متر، وربما يكون فعالا أيضا حال استخدامه في وقت مبكر لدى الإصابة بداء المرتفعات. ويحذر المركز الطبي لقاعدة كامب إيفرست من الاستخدام الروتيني لذلك العقار كبديل عن جدول زمني معقول للصعود، إلا في حالة الاضطرار إلى الصعود السريع عبر الطيران إلى مواقع ذات علو شاهق أو لاعتبارات جغرافية. ويقترح المركز تناول جرعة من 125-250 ملغ مرتين يوميا للوقاية، ابتداء من 24 ساعة قبل الصعود، وخلال البقاء بضعة أيام على أعلى ارتفاع أو عند الهبوط. 250 وتناول جرعة 250 ملغ مرتين يوميا للعلاج من داء المرتفعات. ويقترح مركز السيطرة على الأمراض والوقاية منها جرعة أقل للوقاية تصل إلى 125 ملغ من العقار كل 12 ساعة. وينصح المركز بالاحتفاظ بعقار ديكساميتازون للعلاج من داء المرتفعات والوذمة الدماغية على ارتفاعات عالية خلال عملية الهبوط من المرتفعات، وينو إلى أن عقار نيفيديبين قد يقي من الإصابة بالوذمه الرئوية على اتفاعات عالية.
ووجدت تجربة عشوائية محكمة أن عقار سوماتريبتان (دواء لعلاج الصداع النصفي) قد يساعد على منع الإصابة بداء المرتفعات. وقد لا يكون العلاجات المضادة للأكسدة فعالة للوقاية من داء المرتفعات على الرغم من انتشارها. ويظل الاهتمام بمثبطات إنزيم فوسفودايستريز مثل الفياغرا محدودا باحتمال تسبب تلك العقاقير في تفاقم الصداع الناجم عن داء المرتفعات.
ولقرون طويلة، مضغ السكان الأصليون للأمريكيتين مثل أيمارا من ألتيبلانو، أوراق الكوكا في محاولة للتخفيف من أعراض الإصابة بداء المرتفعات المعتدل.

### تخصيب الأكسجين
يمكن تخصيب الأوكسجين لمواجهة أعراض داء المرتفعات، أو نقص الأكسجة، وذلك في الارتفاعات الشاهقة. وتقلّل كمية صغيرة من الأوكسجين الإضافي الارتفاع المفترض في غرف يجري التحكم في هوائها. وعند ارتفاع 3400 مترا (67 كيلو باسكال)، يؤدي رفع مستوى تركيز الأوكسجين بنسبة 5 في المئة عن طريق مكثف الأوكسجين ونظام التهوية المتاح، إلى تقليل فعالية الارتفاع إلى مستوى 3000 متر (70 كيلو باسكال)، وهو الارتفاع الذي يمكن أن يتحمله سكان الأرض.

### أساليب أخرى
ويساعد احتساء كميات كبيرة من المياه أيضا على التأقلم  حيث تحل محل السوائل المفقودة من خلال التنفس الكثيف في الهواء الرقيق الجاف الذي يوجد على المرتفعات، وذلك على الرغم من أن استهلاك كميات زائدة من المياه («الإفراط في الماء») يعتبر بلا فائدة، ويمكن أن يسبب نقص صوديوم الدم وهو من الأعراض الخطيرة.
ويمكن تقديم الأكسجين من قوارير الغاز أو حاويات السائل مباشرة عن طريق الأنف أو القناع. كما يمكن استخدام مركزات الأكسجين استنادا على تغير الامتصاص الكيميائي للضغط أو تغير الامتصاص الكيميائي للضغط في الفراغ لتوليد الأوكسجين إذا توافرت الكهرباء. وتستخدم أدوات تركيز الأوكسجين عادة تكنولوجيا الامتصاص الكيميائي للضغط، وتتّسم بأداء متدرج عند ضغوط جوية منخفضة على علوٍّ شاهق. والطريقة الوحيدة لتعويض الأداء المتدرج هو استخدام مكثف ذي قدرة تدفق كبيرة. وهناك أيضا مركزات الأوكسجين المحمولة التي يمكن استعمالها على التيار الكهربائي المستمر أو على بطاريات داخلية، ويوجد على الأقل نظام واحد متاح تجاريا يقيس ويعوض الارتفاع المؤثر ومستويات الأداء عنده حتى 4000 متر (13000 قدم). ويزيد استخدام الأكسجين عالي النقاء المتولد من أي من الطرق السابقة من الضغط الجزئي للأكسجين عن طريق زيادة جزء من الأوكسجين المستنشق.

## المُعالَجَة
العلاج الوحيد الذي يمكن الاعتماد عليه، وفي كثير من الحالات يعد الخيار الوحيد المتاح، هو النزول. وتعتبر المحاولات لعلاج المريض أو العمل على استقرار الحالة على علو أمر خطير للغاية ما لم يتم السيطرة على الحالة في ظل مرافقة طبية جيدة. ومع ذلك، يمكن استخدام العلاجات التالية حسب موقع المريض وظروفه:
- يمكن استخدام الأوكسجين لداء المرتفعات الذي تتراوح شدته من خفيف إلى معتدل على ارتفاع أقل من 1200 قدم (3700 متر)، ويتم توفيره عادة من قبل الأطباء في المنتجعات الجبلية. وتخف الأعراض في غضون 12-36 ساعة من دون الحاجة إلى الهبوط.
- في الحالات الأكثر خطورة من داء المرتفعات، أو عندما يكون الهبوط السريع أمر غير عملي، يمكن الاعتماد على حقيبة جاموو، وهي حجرة بلاستيكية قابلة للتنقل، وتتمدد باستخدام مضخة هواء تعمل بالقدم، ويمكن استخدامها لخفض الارتفاع المؤثر إلى 1500 متر (5000 قدم). وتستخدم عادة فقط لمساعدة إجلاء المرضى لداء المرتفعات الشديد، وليس كعلاج لهم على الارتفاعات.
- عقار الاسيتازولاميد (لعلاج الجلوكوما والصرع) قد يساعد على التأقلم على الإرتفاع ولكنه ليس موثوقا لعلاج الحالات المؤكدة لداء المرتفعات المعتدل.[24][25]
- يدعي البعض أن داء المرتفعات المعتدل يمكن التحكم به من خلال 10-12 عملية تنفس سريعة وعميقة بوعي كل 5 دقائق (الإفراط في التنفس)، ولكن هذا الادعاء يفتقر إلى الأدلة التجريبية والطبية على حد سواء التي تفصح عن أسباب معقولة للجزم بفعاليته. وحال إثبات ذلك، فإن الافتراض هنا هو قدرته على إزالة الكثير من ثاني أكسيد الكربون من الدم الأمر الذي قد يسبب مرض نقص ثاني أكسيد الكربون في الدم.
- العلاج الشعبي للداء في الإكوادور وبيرو وبوليفيا هو احتساء شاي مصنوع من نبات الكوكا.
- علاجات أخرى تشمل المنشطات عن طريق الحقن لخفض الوذمة الرئوية، وهي توفر الوقت للهبوط، وتعالج فقط الأعراض، حيث لا يوجد علاج لداء المرتفعات.

## وصلات خارجية
- Altitude.org : ما يجب أن يعرف كل متسلق عن داء المرتفعات.
- البرنامج التعليمي على داء المرتفاعات من الجمعية العالمية للطب للجبال
- دليل دخول ميرك على داء المرتفاعات
- معهد لعلم أمراض المرتفعات
- مرض الجبال
- قاعدة مخيم : دليل الطب للمرتفاعات العالية
- الدليل السريري لداء المرتفعات للأطباء  نسخة محفوظة 18 أكتوبر 2006 على موقع واي باك مشين.
- معلومات عامة عن داء المرتفاعات من قبل معهد الأمير ليوبولد للطب الاستوائي
- وآلة حاسبة على الانترنت لاظهار آثار علو شاهق على تسليم الأوكسجين
- وآلة حاسبة على الانترنت لحساب الارتفاع من الضغط الجوي

إشاره إلى